# Каражар (Байганінський район)
Каража́р (каз. Қаражар) — село у складі Байганінського району Актюбінської області Казахстану. Входить до складу Жаркамиського сільського округу.
Населення — 526 осіб (2021; 660 у 2009, 714 у 1999, 678 у 1989).